# تشغيل ذاتي للأعمال المكتبية

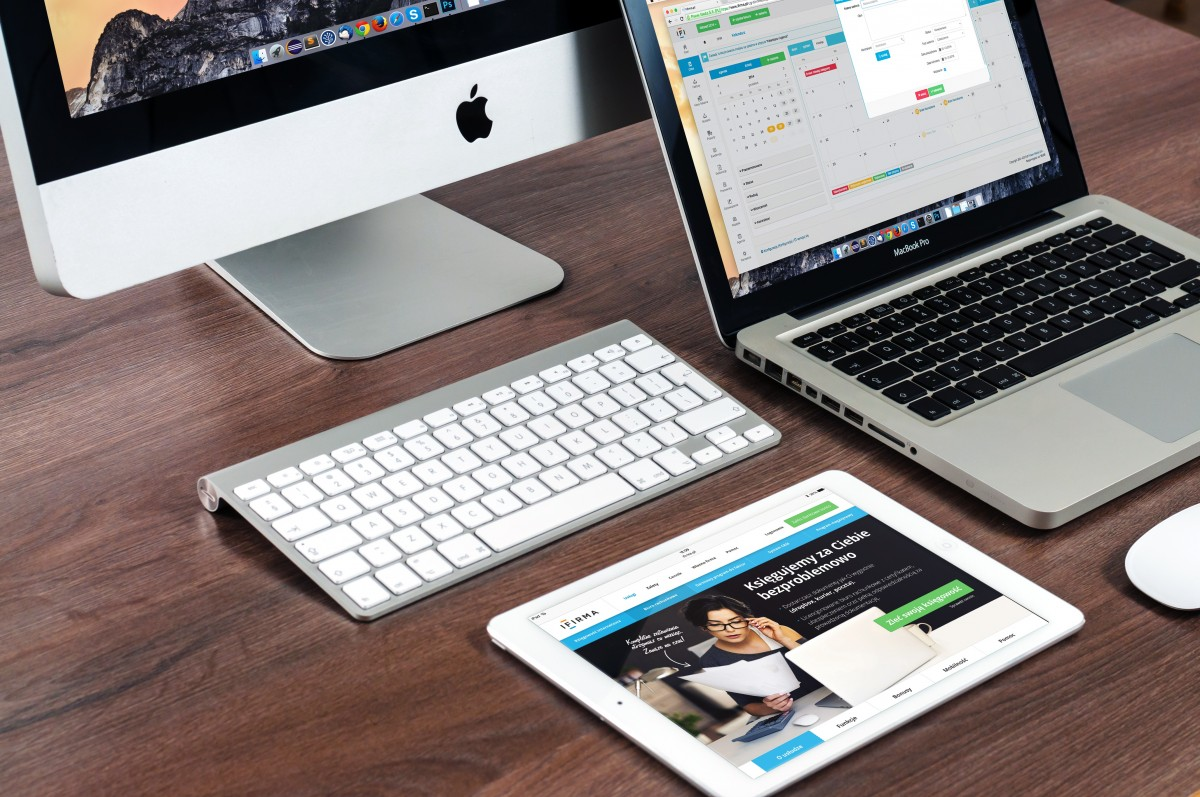

تشغيل ذاتي للأعمال المكتبية (بالإنجليزية: Office Automation)‏  هي إحدى أنواع نظم المعلومات وهي تختص بجمع ومعالجة وتخزين وتوزيع الرسائل الإلكترونية والمستندات والصور الأخرى من الاتصالات بين الافراد وجماعات العمل والمؤسسات. تهدف هذه النظم إلى زيادة إنتاجية المكاتب، حيث تتكون هذه النظم من أجهزة حاسوب واتصالات وبرمجيات، بالإضافة إلى أجهزة المكتب الأخرى، مثل آلات تصوير المستندات وأجهزة فاكس وغيرها. 

## العناصر الرئيسية
العناصر الرئيسية المرتبطة بأتمتة المكاتب: 
- الموارد البشرية: المستخدمين.
- الأدوات والتكنولوجيا: وسائل الاتصال الالكترونية وأجهزة الحواسيب والبرمجيات.
- البيانات والمعلومات: الوثائق والمعاملات الواردة والصادرة والملفات والتسجيلات الصوتية والمرئية والمخططات والخرائط والصور والرسوم والنصوص المكتوبة والمكتبة.
- المعالجة والتشغيل: تتضمن العمليات التي تتم على الملفات والوثائق والمعاملات مثل الجمع والتصنيف والتسجيل والتوثيق والتوزيع والتحليل والأرشفة الورقية والإلكترونية. [3]

## الأنظمة المستخدمة
يحتوي المكتبة المؤتمت على العديد من الأنظمة ومنها: نظام التشغيل، ونظام البريد الإلكتروني، والبريد الصوتي، ونظام التقويم الإلكتروني، وأنظمة الاجتماعات السمعية والتلفزيونية.

## وظائف نظم أتمتة المكاتب
1. إنشاء المستندات .
2. تعديل المستندات وحفظها وإتلافها .
3. إدخال البيانات.
4. معالجة البيانات.
5. تخزين المعلومات واسترجاعها .
6. إعادة إنتاج المستندات :تصوير، نسخ، فاكس .
7. التوزيع : بريد، بريد إلكتروني، حوار صوتي، مؤتمرات فيديو

## خصائص نظم أتمتة المكاتب
1. تدعم معالجة البيانات من خلال برمجيات .
2. تدعم العمليات في مستوى التشغيل في المؤسسة .
3. نتائج العمل تكون أكثر دقة وجودة .